# 1531.
◄ | 15. stoljeće | 16. stoljeće | 17. stoljeće | ►
◄ | 1500-ih | 1510-ih | 1520-ih | 1530-ih | 1540-ih | 1550-ih | 1560-ih | ►
◄◄ | ◄ | 1528. | 1529. | 1530. | 1531. | 1532. | 1533. | 1534. | ► | ►►
Arhitektura • Astronomija • Glazba • Kazalište • Kiparstvo • Knjige • Književnost • Kršćanstvo • Medicina • Politika • Pravo • Promet • Slikarstvo • Znanost

## Događaji
- 20. studenog – Zemaljskim mirom iz Kappela propisano je konfesionalno cijepanje Švicarske. Odluka o vjeri prepuštena je svakom kantonu. Katolici su ipak bili u prednosti jer su 11. listopada kod Kappela pobijedili züriške reformatore.
- Osnovana prva burza u Antwerpenu
- Halleyjev komet pojavio se na nebu

## Rođenja
- Agostino Ramelli, talijanski inženjer († 1600.)
- Johannes Sambucus, slovački humanist, liječnik, pjesnik i polihistor († 1584.)

## Smrti
- 21. siječnja – Andrea del Sarto, talijanski slikar (* 1486.)
- 16. veljače – Johannes Stöffler, njemački matematičar i astronom (* 1452.)
- 11. listopada – Ulrich Zwingli, švicarski teolog i reformator (* 1484.)
- 24. studenog – Johannes Oecolampadius, švicarski teolog i reformator (* 1482.)
- Ivan Karlović, hrvatski ban

## Vanjske poveznice
|  | Zajednički poslužitelj ima još gradiva o temi 1531. |